# Hans Eilers
Hans Eilers (* 22. Mai 1917 in Bremen; † 26. Oktober 2009 in Bremen) war ein deutscher Architekt, Stadtplaner und Leitender Baudirektor des Stadtplanungsamtes in Bremen.

## Biografie

### Ausbildung und Beruf
Eilers wuchs in Bremen auf. Nach dem Abitur hatte er von 1937 bis 1945 Wehr- und Kriegsdienst zu leisten. 1945 nahm er in München sein Architekturstudium auf, das er 1950 an der Technischen Universität Braunschweig mit einer Diplomarbeit über die Bebauung des Bremer Teerhofs beendete. Er gilt als einer der Vertreter der Braunschweiger Schule.

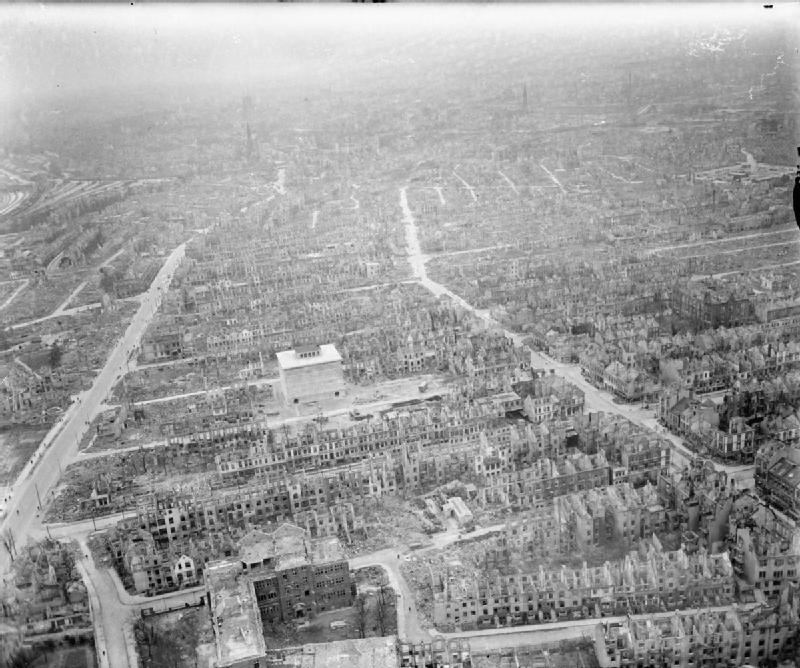
Blick über einen Teil der im Zweiten Weltkrieg zerstörten westlichen Vorstadt von Bremen, an deren Wiederaufbau-Planung Hans Eilers maßgeblich beteiligt war

Nach dem Studium trat Eilers in seinem Heimatort Bremen beim Stadtplanungsamt ein, das damals seinen Sitz im Lloydgebäude in der Bremer Altstadt hatte. Bei einer seiner ersten Aufgaben wirkte er am Wiederaufbau der westlichen Vorstadt mit, die während des Zweiten Weltkriegs bei Bombenangriffen teils völlig zerstört worden war. Rund 33.000 Menschen hatten dabei ihre Häuser und Wohnungen verloren. Eilers entwickelte zwei Leitgedanken für den Wiederaufbau und berücksichtigte dabei die bereits von stadtplanerischen Vorgängern gegen Ende der 1920er Jahre festgestellten „Planungssünden der Vergangenheit“ im Bremer Westen: „eine hohe Besiedlungsdichte und viel zu wenig öffentliche Grün- und Erholungsflächen“. So sah seine Planung unter anderem einen kilometerlangen, stadtteilübergreifenden Grünzug, den sogenannten Grünzug West vor, der 1953 realisiert wurde. Die Flächen für Schulen, Kirchen, Spiel und Sport ordnete Eilers am (relativ schmalen) Grünzug an, „um diesen für das Auge zu erweitern“.
1955 wurde er Abteilungsleiter der Planungsabteilung des Stadtplanungsamtes, 1962 wurde er zum Oberbaurat ernannt. 1963 unternahm Eilers eine Studienreise nach England und besichtigte dort neue Wohnsiedlungen sowie einige der im Großraum von London neu erbauten Städte. Über seine fachlichen Eindrücke und Erkenntnisse berichtete er später vor der Bremer Vereinigung für Städtebau, deren Mitglied er war. 1964 wurde er stellvertretender Amtsleiter. 1967 wurde er zum Baudirektor befördert. Im selben Jahr übernahm Eilers die Leitung des Stadtplanungsamtes, die er bis zu seiner Pensionierung im Mai 1982 innehatte. In den Beginn seiner Amtszeit fiel der 1968 erfolgte Umzug des Stadtplanungsamtes mit damals 175 Bediensteten vom Lloydgebäude in das Argo-Haus, einem Gebäudekomplex zwischen der Schlachte und der Langenstraße, wo das Amt schließlich bis 2002 seinen Sitz hatte. Sein Nachfolger wurde Detlef Kniemeyer.
Eilers gehört zu den Planern, die den Wiederaufbau und die Weiterentwicklung Bremens entscheidend gestaltet haben. Unter seiner Mitwirkung und Leitung entstanden 840 Bebauungspläne, die zur Grundlage für das heutige Gesicht der Stadt wurden. Er war bereits ein Verfechter des demokratischen Planungsprozesses – wie insbesondere einer frühzeitigen Bürgerbeteiligung (Öffentlichkeitsbeteiligung) an der Bauleitplanung –, als das Bundesbaugesetz entsprechende Regelungen noch vermissen ließ.
So suchte er oft die Diskussion mit allen Beteiligten und stellte sich insbesondere bei denjenigen städtebaulichen Planungen, die zu Kontroversen in Politik und Öffentlichkeit führten, persönlich der Kritik von örtlichen Beiräten und Anwohnern, wie zum Beispiel 1968 bei der umstrittenen Planung für die Waller Heerstraße im Westbremer Stadtteil Walle, 1970 bei der ablehnenden Haltung von Eigentümern in der Bremer Neustadt, die gemäß einem Bebauungsplanvorhaben Grundstücksflächen zur Schaffung von Parkplätzen abgeben sollten, 1973 bei den umstrittenen Hochhausplänen gemäß Planungsskizzen von Eilers im Neubaugebiet Kattenturm-Ost in Obervieland oder 1978 bei einer vom Stadtplanungsamt favorisierten Hochhausbebauung des sogenannten Hillmann-Grundstückes nahe der Bremer Wallanlagen in Bremen-Mitte, die letztlich gegen den Bürgerwillen nicht durchsetzbar war.

### Wettbewerbserfolge
Außerhalb seiner Beamtentätigkeit nahm Eilers an verschiedenen Architekten- und städtebaulichen Wettbewerben teil, wobei er die Planungsleistungen neben seiner Tagesarbeit innerhalb der freien Zeit erbrachte, und hatte dabei einigen Erfolg. So erhielt er bereits 1952 zusammen mit den Bremer Architekten Karl Nielsen, Ludwig Almstadt und Bernhard Tamme den ersten Preis im Architektenwettbewerb für den Neubau der Karlsgartengrundschule in Berlin-Neukölln. Gemeinsam mit den gleichen drei Architekten erhielt er 1959 ebenfalls den ersten Preis beim Architektenwettbewerb für den Wiederaufbau des kriegszerstörten Rathauses in Emden. Bei städtebaulichen Wettbewerben holte sich Eilers zusammen mit den Planern Ludwig Almstadt und Karl Nielsen dreimal den ersten Preis, darunter für die Planung 1955 zum Wiederaufbau des im Krieg fast völlig zerstörten Stephaniviertels in der Bremer Altstadt.
Das neue Bremer Stephaniviertel wurde von 1955 bis 1957 nach dem städtebaulichen Entwurf von Almstadt, Eilers und Nielsen gebaut. Die Architektenleistungen übernahmen die Bremer Architekten Bernhard Wessel und Carsten Schröck, mit denen sich die drei Stadtplaner zu einer Arbeitsgemeinschaft zusammengeschlossen hatten. Bauherr für das neue innerstädtische Wohnquartier war die damalige Bremer Treuhandgesellschaft für Wohnungsbau.

### Privates
Hans Eilers war verheiratet und hatte zwei Kinder. Er wurde in seinem Heimatort Bremen auf dem Riensberger Friedhof beigesetzt.

## Veröffentlichungen
- Hans Eilers (Verf.): Gemeinschaftsanlagen als Bestandteil neuzeitlicher Stadtplanung. In: Der Wiederaufbau. Mitteilungsblatt bremischer Aufbauorganisationen, Nr. 1, März 1957, ZDB-ID 155830-4, S. 11–13 (Digitalisat).
- Hans Eilers (Bearb.): Gesamtplan linkes Weserufer Bremen. Herausgegeben vom Senator für das Bauwesen der Freien Hansestadt Bremen, Bremen 1961 (mit zahlreichen Karten; siehe u. a. Bestandsnachweise im GBV-Katalog).
- Hans Eilers (Verf.): Eine Reise in die Vergangenheit. Bremer Stadtplanung 1946–1982. Bremen o. J., in 2 Teilbänden: 1. Teil: 1946–1950: Studium in einer Zeit, wie sie Felix beschreibt; 2. Teil: 1950–1982: 32 Jahre im öffentlichen Dienst im Stadtplanungsamt Bremen (Manuskript von 1982 im Bestand des Bremer Staatsarchivs).